# 聚丙烯酸
聚丙烯酸（简称为PAA，商品名为卡波姆（Carbomer）），是一种单体为丙烯酸的合成聚合物。聚丙烯酸材料有可能是丙烯酸的自身均聚物，也可能是通过季戊四醇的烯丙醚，蔗糖的烯丙醚或者丙烯的烯丙醚交联而成的交联聚合物。
聚丙烯酸是一种较弱的阴离子聚电解质，其所含羧基的电离程度与溶液的pH有关。当溶液酸性较强，即pH较低时，聚丙烯酸的电离被抑制，多以分子形式存在，能够与多种非离子聚合物（如聚环氧乙烯，聚乙烯基吡咯，聚丙烯腈和某些纤维素醚）通过氢键结合，从而形成跨聚合物复合体。水溶液为中性时，聚丙烯酸会部分电离出氢离子，产生带负电的聚丙烯酸根。带有负电的分子链之间开始互相排斥，使聚丙烯酸呈现溶胀的状态。当水溶液碱性较强时，聚丙烯酸根离子之间的排斥力可以使其体积可以胀大到原始体积的很多倍，也可以和多种带正电的离子如表面活性剂，壳聚糖等形成复合结构。

## 应用
聚丙烯酸及其衍生物可用于生产一次性尿布。、离子交换树脂以及黏合剂。
还可以用在制药工业和颜料工业的增稠剂、分散剂、悬浮剂和乳化剂
电中性状态的聚丙烯酸凝胶适宜制造生物相容性好的基体，比如用于护肤和治疗皮肤病的凝胶。为了发展具有可控释放速率的聚合物基体，最近的研究集中在中和、光辐射和镶嵌纳米金粒子的过程中，聚合物凝胶的构型变化上。